# Sanmao (cómics)
Sanmao ( chino:三毛; pinyin: Sānmáo) es un personaje de cómic chino o manhua creado por Zhang Leping en 1935. Es uno de los personajes de cómic más antiguos del mundo y sigue siendo un hito como uno de los personajes de ficción más famosos y queridos en China en la actualidad.
El nombre Sanmao significa "tres pelos" en chino o "tres mao " (en referencia a su pobreza). Si bien el personaje ha pasado por una serie de transiciones a lo largo del tiempo, siempre se le ha dibujado con la característica de tres filamentos de cabello, lo que implica si se quiere el estado de su precariedad.

## Historia

Sanmao en el periódico Dagongbao de Shanghái 1947

La mayoría de cómics chinos anteriores a Sanmao tenían a adultos como personajes, al ser un niño el protagonista principal la hace sobresalir, además las historias de Sanmao son inusuales ya que carecen de diálogo y, por lo tanto, pueden clasificarse como cómic silente. Cuando Zhang Leping creó la serie Crónicas de Sanmao 《三毛流浪记》, su principal objetivo era representar la vida del sin número de niños de Shanghái que vivían bajo una sociedad en confusión provocada por la segunda guerra sino-japonesa. Zhang quería expresar su preocupación por los huérfanos que vivían en las calles. Zhang escribió "cada vez que salía de mi cuarto a las calles, veía por todas partes personajes que me ayudaban a crear la historieta. Estos personajes eran siempre niños raquíticos hasta los huesos, vestidos con andrajos, sin un lugar donde resguardarse del frío ni de la lluvia, ni qué hablar de disfrutar de un cálido hogar o recibir educación. Por todas partes, nuestra “buena” sociedad estaba llena de estos marginados, estos pequeños que supuestamente serían nuestro futuro, nuestra nueva generación."
La imagen de Sanmao ha evolucionado a lo largo del tiempo y continuación de las múltiples historietas, en general se le representa como un estudiante normal y sano.  También se le ha retratado como un personaje que ha vivió algunos de los períodos más importantes de la historia china moderna e incluso como taikonauta realizando exploraciones espaciales futuristas.
El cómic Crónicas de Sanmao se desarrolla principalmente durante la década de 1930 y principios de la de 1940 y está ambientado en el Viejo Shanghái en su "época dorada". Aunque originalmente Sanmao tenía familia, el personaje que aparece en esta serie vive principalmente en la miseria, en un contexto de guerra, colonización e inflación.

## Adaptaciones y traducciones
El personaje hizo su primera aparición en cómics y luego fue adaptado a diferentes formatos. 
| Título chino | Título en español          | Año      | Tipo de producto    | Lugar          | Empresa                                  |
| ------------ | -------------------------- | -------- | ------------------- | -------------- | ---------------------------------------- |
| 三毛流浪记   | Sanmao                     | 2024     | Cómic               | Colombia       | PTP                                      |
| 三毛欢乐派   |                            | 2006     | Juego en línea      | China          |                                          |
| 三毛流浪记   | Crónicas de Sanmao         | 2006     | Cartoon             | ChinaTailandia | Estudio de cine de animación de Shanghái |
| 三毛从军记   |                            | 2005     | Producción en etapa | China          |                                          |
| 虚拟导游三毛 |                            | 2005     | 3D                  | China          |                                          |
| 三毛救孤记   |                            | 2004     | Película            | China          |                                          |
| 三毛太空漫游 |                            | 2000     | Teatro              | Hong Kong      |                                          |
| 三毛新传     |                            | 1999     | Serie de televisión | China          |                                          |
| 三毛流浪记   | Crónicas de Sanmao         | 1997     | Producción en etapa | Hong Kong      |                                          |
| 三毛流浪记   | Crónicas de Sanmao         | 19961998 | Serie de televisión | ChinaTailandia | El estudio de cine de Shanghái           |
| 三毛从军记   | San Mao se une al ejército | 1992     | Película            | China          |                                          |
| 三毛流浪记   | Crónicas de Sanmao         | 1990     | Drama               | China          |                                          |
| 三毛流浪记   | Crónicas de Sanmao         | 1984     | Cartoon             | China          |                                          |
| 三毛学生意   |                            | 1958     | Película            | China          |                                          |
| 三毛流浪记   | Crónicas de Sanmao         | 1958     | Película de títere  | China          |                                          |
| 三毛流浪记   | Crónicas de Sanmao         | 1949     | Película            | China          | La compañía de cine Kunlun               |

- Farquhar, Mary Ann. "Sanmao: dibujos animados clásicos y cultura popular china" en Cultura popular asiática editado por John A. Lent (1995).
- Cunningham, Maura. "Sanmao Saturday: Presentamos a Zhang Leping y sus cómics Sanmao the Orphan", blog 30 de agosto de 2014. [3]
- Cunningham, Maura. "Sanmao aprende de Lei Feng ", blog del 5 de marzo de 2013. [4]

## Influencia
- La reconocida escritora taiwanesa Chen Mao Ping (1943-1991) eligió "San Mao" como su seudónimo debido a su profunda simpatía por el niño errante, solitario y sin hogar.
- La estrella de cine de Hong Kong Sammo Hung Kam-Bo recibió el nombre de Sammo debido a su supuesto parecido con Sanmao.